# Stylops hippotes
Stylops hippotes är en insektsart som beskrevs av Pierce 1909. Stylops hippotes ingår i släktet Stylops och familjen stekelvridvingar. Inga underarter finns listade i Catalogue of Life.